# Казачка (Дергачёвский район)
Каза́чка — посёлок в Дергачёвском районе Саратовской области, входит в состав Орошаемого муниципального образования. Основан в 1932 году.

## География
Посёлок находится на расстоянии примерно 24 км (по прямой) к юго-востоку от посёлка городского типа Дергачи, административного центра района.

### Часовой пояс
Посёлок Казачка, как и вся Саратовская область, находится в часовой зоне МСК+1. Смещение применяемого времени относительно UTC составляет +4:00.

## Население
| 2010 |
| ---- |
| 76   |

### Национальный состав
Согласно результатам переписи 2002 года, в национальной структуре населения русские составляли 75 % из 126 чел.